# 후지사와 히데유키
후지사와 히데유키(일본어: 藤沢秀行, 1925년 6월 14일~2009년 5월 8일)는 일본의 바둑 기사이다. 흔히 후지사와 슈코(일본어: 藤沢秀行)라는 이름으로 알려져 있으며 본명은 후지사와 다모쓰(일본어: 藤沢保)이다. 1940년 프로가 되었고 1942년 2단, 1943년 3단, 1947년 4단, 1949년 5단, 1951년 6단, 1953년 7단, 1960년 8단, 1964년 9단이 되었다.

## 경력
- "처음에 강한 슈코"라는 별명이 만들어질 정도로 첫 타이틀전에 강해 1948년 청년기사 선수권전, 1957년 수상배 쟁탈전, 1959년 일본기원 제1위 결정전에서 우승했고 1962년 제1기 명인전(요미우리주최 구 명인전)에서 우승, 프로바둑 최정상에 오른 뒤에도 1969년 조기선수권전, 1976년 천원전, 1977년 기성전 등 신설된 기전 제1기의 우승을 휩쓸었다.
- 일본 최대 기전인 기성전에서 당대 최강의 도전자들을 맞아 6연패를 달성해 '명예 기성(名譽 棋聖)'의 칭호를 획득하였고, 50세가 넘은 나이에 쟁쟁한 후배들을 상대로 전혀 밀리지 않는 모습으로 '괴물'이라는 별명이 생겼다.
- 1992년 67세의 나이로 왕좌전을 획득, 최고령 타이틀 획득 기록을 세웠다.
- 이외에도 프로10걸전, NHK배 등에서 우승, 타이틀 총 획득 수는 23개로 역대 일본 기사 중 11위에 올라있다.
- 1987년 일본 정부로부터 자수포장(紫綬褒章)을 받았고, 1997년에는 훈삼등(勳三等) 욱일중수장(旭日中綬章)을 받았다. '슈코 연구회'를 주도, 요다 노리모토, 다카오 신지 9단 등 젊은 프로들의 지도, 육성에 노력했다.

## 일화
- 후지사와 슈코는 알코올 의존증에 시달리고 있었는데, 일본 최대기전인 기성전 도전기(결승)를 앞두고는 매번 술을 끊고 정신을 집중하는 초인적인 모습을 보여주었다.
- 조치훈이 1983년 제7기 기성전 도전권을 획득하고 이후 대회 전야제에서 슈코가 '네 판만 가르치겠다'고 말하였고, 조치훈은 '세 판만 배우겠습니다'라고 말하였는데, 조치훈이 1~3국을 패배한 후 4~7국을 이겨 3연패 후 4연승으로 기성 타이틀을 획득하였다.
- 1983년 기성전 도전기 후 슈코에게 위암이 발견되어 절제 수술을 받았고 세상을 떠날 때까지 악성 림프종, 전립선암 등 3번의 암을 극복하였다.
- 후지사와는 경륜에 빠져 많은 빚을 지고 있었는데 제2회 기성전에서 가토 마사오에게 1승 3패로 몰리자 제5국을 앞두고 졌을 때 목을 매달기 위해 좋은 나무를 찾은 다음 대국장으로 향했다. 이 대국에서 후지사와는 2시간 57분의 장고 끝에 둔 수로 상대의 대마를 잡으며 이겨 역전 우승의 발판을 마련한다. 후지사와는 이 대회를 우승하였고 이후 대회 6연패에 성공하면서 남은 빚을 모조리 갚을 수 있었다.
- 위스키 한 병을 들고 조훈현을 만나러 무작정 한국으로 건너간 적이 있다. 이 때 조훈현은 호텔방에서 열심히 안마를 하는 등 슈코를 극진히 모셨다.
- 그의 이름은 후지사와 히데유키인데, 그의 업적을 높이 평가하여 후에 사람들은 그를 후지사와 슈코로 불렀다. 슈(秀)는 옛날 일본 혼인보의 돌림자이다.
- 초반 50수까지는 최강으로 평가되어, 일본 기사들이 초반 어려운 장면에서 '슈코 선생님께 물어보자'고 말하기도 하였다.

## 은퇴와 죽음
- 1998년 10월 13일 은퇴했다. 은퇴 직전 창하오, 조훈현, 다카오 신지와 은퇴 3번기를 두었는데, 은퇴 대국은 1938년 혼인보 슈사이와 기타니 미노루의 대국 이후 처음이었다.
- 2009년 5월 8일 폐렴으로 세상을 떠났다.

## 가족
- 5남은 후지사와 카즈나리 8단이며, 손녀는 후지사와 리나 7단이다.